# Перший кур'єр
«Перший кур'єр» — радянсько-болгарський художній історичний фільм-драма 1968 року режисера Володимира Янчева, за сценарієм Костянтина Ісаєва. 

## Сюжет
Початок XX століття. У Мюнхені стала виходити ленінська «Іскра» — нелегальна газета російських соціал-демократів. Однак мало надрукувати газету. Треба доставити її в Росію. А це не так-то просто. З Мюнхена в невелике болгарське містечко Варну прибуває поїзд. З ним приїхала юна російська підпільниця Конкордія. В руках її — дві об'ємні валізи. А через деякий час з Варни в Одесу відпливає пароплав. Серед пасажирів — симпатичний молодий чоловік з валізами. Тими ж самими. Це болгарин Іван Загубанський, один з перших кур'єрів «Іскри». Його пам'яті й присвячений цей фільм, у створенні якого брали участь радянські і болгарські кінематографісти. Реальний Іван Загубанський нелегально перевіз десять транспортів «Іскри». Десять разів успішно доставляв він за призначенням вантаж; десять разів йшли по його сліду поліцейські сищики, але щоразу Загубанському вдавалося позбутися їх. Одинадцятий рейс виявився останнім: Загубанського видав провокатор. Такі справжні факти були в розпорядженні авторів фільму. Кінодраматург К. Ісаєв не пішов шляхом створення лише гостросюжетного пригодницького фільму. Йому явно не хотілося створювати звичайний детектив — з традиційними погонями й пострілами, з переважанням зовнішньої дії над характерами. Він задумав показати ідейне, моральне зіткнення людей, які готують революцію, з охоронцями царського режиму.

## У ролях
- Стефан Данаїлов —  Іван Георгійович Загубанський
- Венелін Пехліванов —  Георгій Бакалов
- Євген Леонов —  Критський, жандармський офіцер
- Валентин Гафт —  Микола фон Гесберг, жандарм
- Жанна Болотова —  Конкордія Миколаївна Самойлова
- Микола Губенко —  Яша Барончик
- Галина Волчек —  тітка Нюся
- Борис Гусєв —  філер
- Павло Винник —  філер
- Рита Гладунко —  Маргарита
- Герман Качин —  Сашка Піндос
- Володимир Рецептер —  Арсеній Докуміга
- Христо Дінев — епізод
- Олена Стефанова — епізод
- Валентин Русецький — епізод
- Іван Жеваго — начальник в'язниці
- Юрій Козлов — епізод
- Леонід Краст — епізод
- Володимир Осенєв — жандармський генерал
- І. Петров — епізод
- Віктор Плотников — Вітя
- Валентин Русецький — епізод
- Веселін Савов — епізод
- Олег Савосін — підпільник
- Євген Тетерін — підпільник
- Сергій Юртайкин — епізод
- Дмитро Шерм — епізод
- Ігор Стретенський — ув'язнений
- Юрій Мартинов — філер
- Сергій Борисов — докер

## Знімальна група
- Режисер-постановник — Володимир Янчев
- Сценарист — Костянтин Ісаєв
- Оператор-постановник — Анатолій Кузнецов
- Композитор — Петр Ступел
- Художники-постановники — Борис Немечек, Неделчо Нанев
- Художник по костюмах — Ольга Кручиніна